# Ara ja ets tot un home
 Ara ja ets tot un home  (el títol original en anglès és You're a Big Boy Now) és una pel·lícula estatunidenca dirigida per Francis Ford Coppola, estrenada el 1966. Ha estat doblada al català.
Geraldine Page va ser nominada a un Oscar a la categoria de millor actriu secundària per la seva actuació com a mare de Bernard, Margery Chanticleer, però no va guanyar. Va ser la quarta de les seves vuit nominacions als Oscar durant la seva carrera.

## Argument
Nova York, anys seixanta. Bernard és un noi de dinou anys tímid, sensible i maldestre enganxat als seus pares i treballa com a empleat a la biblioteca del seu pare, que no content amb la seva conducta decideix enviar-lo a viure sol a un apartament moblat. No obstant això, la mare roman en contacte amb el propietari de l'habitatge per obtenir informació sobre el comportament del nen. Bernard, encara verge, perd el cap i entra a en total confusió per l'extravagant Darlyn Barbara, sense adonar-se de l'atenció d'Amy, secretària del pare. Així que decideix escriure una carta a Bàrbara, la qual el convida a passar al camerino després del show en el teatre. Colpejat per la singularitat de Bernard, i després de passar una nit amb ell (sense fer res) la porta a enamorar-se d'ell. Barbara és en realitat una noia inestable i Bernard com un titella a les seves mans, però Bernard s'adona que Bàrbara és una dona i ell és només un home, i després de descobrir la "traïció" de Barbara amb el seu col·lega, explota, i tracta de cremar la bíblia gelosament guardada pel seu pare a la biblioteca.

## Repartiment
- Elizabeth Hartman: Barbara Darling
- Geraldine Page: Margery Chanticleer
- Peter Kastner: Bernard Chanticleer
- Rip Torn: I. H. Chanticleer
- Michael Dunn: Richard Mudd
- Tony Bill: Raef del Grado
- Julie Harris: Miss Nora Thing
- Karen Black: Amy Partlett
- Dolph Sweet: Francis Graf

## Producció
La idea de la pel·lícula va venir de Tony Bill, que era un fan de la novel·la de David Benedictus i que esperava interpretar a Bernard, però va ser finalment elegit com a Raef Del Grado. Coppola va fer la pel·lícula amb un pressupost de 800.000 dòlars, com a projecte de tesi del Master of Fine Arts per a UCLA. La pel·lícula va acabar superant el pressupost i va costar prop d'un milió de dòlars, que no va recuperar fins a la venda de la pel·lícula a la televisió.
La pel·lícula es va rodar al Chelsea Studios de Nova York, i en diverses localitzacions de Manhattan com Times Square, Central Park, i la New York Public Library.